# Agalmatium flavescens
Agalmatium flavescens är en insektsart som först beskrevs av Olivier 1791.  Agalmatium flavescens ingår i släktet Agalmatium och familjen sköldstritar. Inga underarter finns listade i Catalogue of Life.